# Brzuch architekta
Brzuch architekta – brytyjsko-włoski dramat z 1987 roku.

## Główne role
- Brian Dennehy – Stourley Kracklite
- Chloe Webb – Louisa Kracklite
- Lambert Wilson – Caspasian Speckler
- Sergio Fantoni – Io Speckler
- Stefania Casini – Flavia Speckler
- Vanni Corbellini – Frederico
- Alfredo Varelli – Julio
- Geoffrey Copleston – Caspetti
- Francesco Carnelutti – Pastarri
- Marino Masé – Trettorio
- Marne Maitland – Battistino
- Claudio Spadaro – Mori

## Fabuła
Amerykański architekt, niejaki Stourley Kracklite, postać fikcyjna, przyjeżdża do Rzymu, by zorganizować wystawę poświęconą osiemnastowiecznemu francuskiemu architektowi Étienne-Louis Boullée (projekty tego wizjonera architektury neoklasycznej pojawiają się wielokrotnie w filmie). Amerykanin spotyka się jednak z niechęcią swoich włoskich kolegów, którzy wypominają mu, że Boullée był inspiracją dla Alberta Speera, głównego architekta Trzeciej Rzeszy i Adolfa Hitlera.
Po przybyciu do Wiecznego Miasta życie architekta ulega gwałtownemu pogorszeniu. Artystyczna inspiracja, jaką był Boullée zostaje zakwestionowana, a uwielbienie dla jego dzieła przestaje być tak bezwarunkowe. Amerykańskiemu bohaterowi towarzyszy w podróży młodsza o 26 lat żona. Kracklite odkrywa, że ma ona romans z młodszym kolegą po fachu, a nieomal jednocześnie z tą informacją dowiaduje się o ciąży żony. Kraclite cierpi w tym czasie na dziwne dolegliwości gastryczne, które okazują się nierokującym nowotworem żołądka. Usłyszawszy o historii Oktawiana Augusta i Liwii, zaczyna podejrzewać swoją żonę o spowodowanie choroby. Film kończy się samobójstwem głównego bohatera.